# Barbara Adamiak
Barbara Grażyna Adamiak, z domu Wojtowicz (ur. 2 stycznia 1949 w Sanoku) – polska prawniczka, profesor nauk prawnych.

## Życiorys
Urodziła się 2 stycznia 1949 w Sanoku. Córka Zofii z domu Hrycaj i Tadeusza Wojtowicza, żołnierza ZWZ–Armii Krajowej, prawnika i nauczyciela.
Została absolwentką II Liceum Ogólnokształcącego w Sanoku z roku 1966. W 1971 ukończyła studia prawnicze na Wydziale Prawa i Administracji Uniwersytetu Wrocławskiego. W 1977 uzyskała stopień naukowy doktora nauk prawnych na podstawie rozprawy doktorskiej pt. Odwołanie w polskim systemie postępowania administracyjnego napisanej pod kierunkiem Jana Jendrośki. W 1987 otrzymała stopień doktora habilitowanego w dziedzinie nauk prawnych w zakresie postępowania administracyjnego i prawa postępowania administracyjnego na podstawie rozprawy habilitacyjnej pt. Wadliwość decyzji administracyjnej. Została pracownikiem naukowym Uniwersytetu Wrocławskiego, wieloletnim dyrektorem Instytutu Nauk Administracyjnych. W 1992 została mianowana profesorem nadzwyczajnym. Została kierownikiem Zakładu Postępowania Administracyjnego i Sądownictwa Administracyjnego Wydziału Prawa, Administracji i Ekonomii Uniwersytetu Wrocławskiego. W latach 1993–1996 dziekan Wydziału Prawa, Administracji i Ekonomii Uniwersytetu Wrocławskiego. Zasiadła w radzie tego wydziału. Została także wykładowcą w Collegium Polonicum w Słubicach. W 1997 uzyskała tytuł naukowy profesora nauk prawnych. Brała udział w badaniach prowadzonych przez Instytut Nauk Prawnych PAN.
2 września 1991 objęła stanowisko sędzi Naczelnego Sądu Administracyjnego. Zasiadła w radzie naukowej czasopism „Zeszyty Naukowe Sądownictwa Administracyjnego”, „Samorząd Terytorialny”, „Acta Universitatis Wratislaviensis. Prawo”. Autorka i współautorka około 200 publikacji: monografii, komentarzy, podręczników, studiów, artykułów i glos z zakresu prawa administracyjnego, postępowania administracyjnego, postępowania administracyjnosądowego, samorządu terytorialnego.
3 października 1997 została odznaczona przez Prezydenta RP Aleksandra Kwaśniewskiego na wniosek Ministra Edukacji Narodowej Srebrnym Krzyżem Zasługi za wzorowe, wyjątkowo sumienne wykonywanie obowiązków wynikających z pracy zawodowej. Otrzymała Nagrodę Rektora Uniwersytetu Wrocławskiego, Nagrodę Ministra Szkolnictwa Wyższego i Nauki, Nagrodę Sekretarza Naukowego Polskiej Akademii Nauk.
25 października 2022 została odznaczona przez Prezydenta RP Andrzeja Dudę Krzyżem Oficerskim Orderu Odrodzenia Polski za wybitne zasługi w działalności na rzecz rozwoju dziedziny prawa administracyjnego w Polsce.

## Wybrane publikacje
- Postępowanie administracyjne i sądowoadministracyjne, Wydawnictwo LexisNexis, pierwsze wydanie ISBN 978-83-278-0062-6 (współautor: Janusz Borkowski)
- Kodeks postępowania administracyjnego. Komentarz, Wydawnictwo C.H. Beck, wydanie 13 z 2014, ISBN 978-83-255-5352-4 (współautor: Janusz Borkowski)
- Ordynacja podatkowa. Komentarz 2009, Wydawnictwo Unimex Oficyna Wydawnicza, ISBN 978-83-63597-23-8 (współautorzy: Janusz Borkowski, Ryszard Mastalski, Janusz Zubrzycki)
- Prawo procesowe administracyjne, Tom 9 z serii System Prawa Administracyjnego, Wydawnictwo C.H. Beck, 2010, ISBN 978-83-255-1512-6 (współautorzy: Janusz Borkowski, Andrzej Skoczylas)
- Metodyka pracy sędziego w sprawach administracyjnych, współautor: Janusz Borkowski, Wydawnictwo: Wolters Kluwer, ISBN 978-83-264-1692-7, 2012
- Prawo konkurencji, Tom 15 z serii System Prawa Prywatnego pod redakcją Mariana Kępińskiego, Wydawnictwo C.H. Beck, 2013, ISBN 978-83-255-5216-9 (współautorka)
- Skarga i skarga kasacyjna w postępowaniu sądowoadministracyjnym. Komentarz, Wydawnictwo Wolters Kluwer, wydanie 12 z 2014, ISBN 978-83-264-3316-0